# Cantonul Pissos
Cantonul Pissos este un canton din arondismentul Mont-de-Marsan, departamentul Landes, regiunea Aquitania, Franța.

## Comune
| Comune            | Populație (1999) | Cod poștal | Cod INSEE |
| ----------------- | ---------------- | ---------- | --------- |
| Belhade           | 160              | 40410      | 40032     |
| Liposthey         | 396              | 40410      | 40156     |
| Mano              | 99               | 40410      | 40171     |
| Moustey           | 655              | 40410      | 40200     |
| Pissos            | 1 237            | 40410      | 40227     |
| Saugnacq-et-Muret | 853              | 40410      | 40295     |